# لاگستور
لاگستور (به لاتین: Løgstør) یک منطقهٔ مسکونی در دانمارک است که در Vesthimmerland Municipality واقع شده‌است. لاگستور ۳٫۵۶ کیلومتر مربع مساحت و ۴٬۰۱۵ نفر جمعیت دارد.